# Шенхаген (Ајхсфелд)
Шенхаген (њем. Schönhagen) општина је у њемачкој савезној држави Тирингија. Једно је од 89 општинских средишта округа Ајхсфелд. Према процјени из 2010. у општини је живјело 152 становника. Посједује регионалну шифру (AGS) 16061084.

## Географски и демографски подаци
Шенхаген се налази у савезној држави Тирингија у округу Ајхсфелд. Општина се налази на надморској висини од 325 метара. Површина општине износи 2,6 km². У самом мјесту је, према процјени из 2010. године, живјело 152 становника. Просјечна густина становништва износи 60 становника/km².